# Ohmdenia multidentata
Ohmdenia multidentata è un pesce osseo estinto, appartenente ai pachicormiformi. Visse nel Giurassico inferiore (Toarciano, circa 182 milioni di anni fa) e i suoi resti fossili sono stati ritrovati in Germania. 

## Descrizione
Questo animale è noto esclusivamente per un fossile incompleto, sufficiente tuttavia a ricostruirne (almeno parzialmente) l'aspetto. Ohmdenia doveva essere un pesce di grandi dimensioni, lungo almeno due metri e mezzo. Ohmdenia era quindi uno dei più grandi pesci ossei del Giurassico inferiore, superato solo dai grandi condrostei come Strongylosteus e Gyrosteus. Il corpo doveva essere relativamente slanciato, dotato di una coda simmetrica e snella. Il cranio era lungo e basso, ed era dotato di una mandibola equipaggiata da numerosissimi denti aguzzi di piccole dimensioni, piuttosto robusti, rivolti all'indietro e posti in una zona che si estendeva lungo il margine dorsale della mandibola. La combinazione di un corpo lungo e snello e di un cranio basso e allungato è unica tra i pesci affini a Ohmdenia (i pachicormiformi).

## Classificazione
Ohmdenia è stato descritto per la prima volta nel 1953 da B. Hauff, sulla base di un fossile ritrovato nei ben noti scisti a Posidonia di Holzmaden, in Germania. Per lungo tempo questo animale è stato considerato uno stretto parente di Birgeria, un grande predatore tipico del Triassico dall'incerta collocazione sistematica. Ulteriori studi hanno messo in luce somiglianze con i pachicormiformi, un gruppo di neopterigi considerati vicini all'origine dei teleostei e comprendenti anche forme giganti e planctivore (ad es. Leedsichthys). Alcuni studi (Lambers, 1992) hanno indicato erroneamente Ohmdenia come un sinonimo di Saurostomus, altri studi hanno invece posto Ohmdenia come un importante passaggio evolutivo tra i pachicormiformi basali e i pachicormiformi planctivori più derivati (Friedman, 2011). 

## Importanza dei fossili

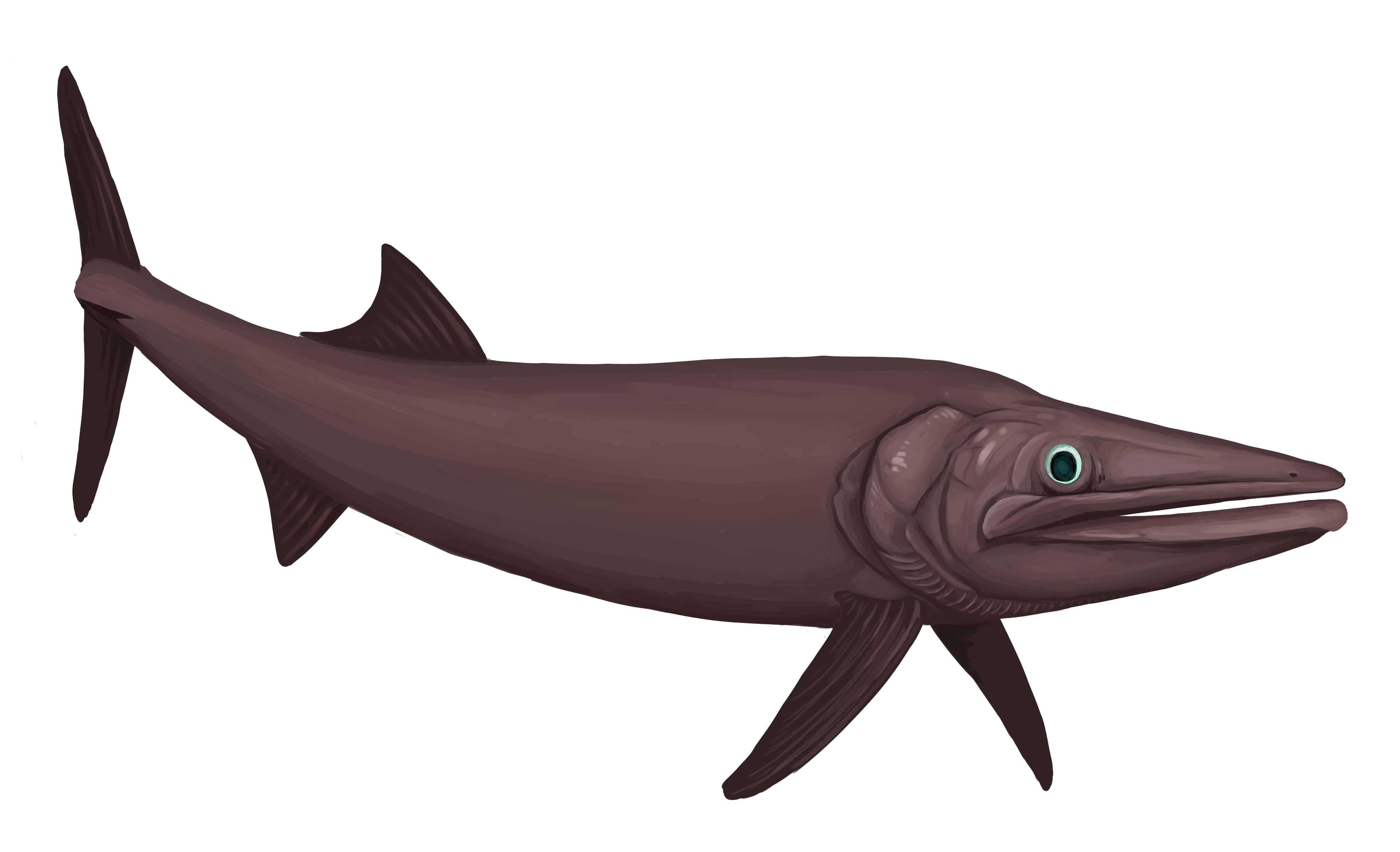
Ricostruzione di Ohmdenia multidentata

Ohmdenia è un fossile molto importante per una serie di motivi. Questo animale accorcia la lunga separazione morfologica che ha condotto ai pachicormiformi planctivori, offrendo informazioni sulla sequenza di trasformazioni anatomiche precedenti al grande spostamento ecologico di questi pesci, che possono essere paragonati ai cambiamenti associati all'origine dei moderni cetacei misticeti. Alcune somiglianze includono le modificazioni iniziali della forma delle fauci associata alla riduzione della dentatura, seguita dalla perdita dei denti. L'evoluzione delle taglie corporee enormi in entrambe le radiazioni evolutive si riscontra solo dopo l'apparente comparsa delle caratteristiche adatte alla microfagia. La comparazione tra l'evoluzione di pachicormiformi e cetacei ha rivelato notevoli prove di un picco adattativo comune (evoluzione convergente), condiviso dai membri planctivori di entrambi i cladi (Friedman, 2011).

## Paleobiologia
Le lunghe fauci di Ohmdenia, insieme alla peculiare dentatura, implicano una particolare dieta per questo animale. Solitamente, i pachicormiformi possiedono denti sottili simili ad aghi, oppure grandi zanne carenate o ancora sono totalmente sprovvisti di denti. Ohmdenia, invece, possedeva numerosissimi piccoli denti rivolti all'indietro; questo tipo di dentatura è comunemente associato a predatori che si nutrono di cefalopodi dal corpo molle. Anche le fauci sembrerebbero essere meno robuste di quelle degli altri pachicormiformi. La presenza di due fossili di belemniti nella zona del ventre di Ohmdenia corrobora la teoria che vede questo animale come un predatore di molluschi cefalopodi dal corpo molle. (Friedman, 2011).